# New Jersey Route 24
La New Jersey Route 24 è una strada del New Jersey che unisce la città di Hanover con quella di Springfield.